# Bradavica
Bradavica (polsky Staroleśny Szczyt) je štít ve Vysokých Tatrách, vysoký 2476 metrů a dosahující prominence 276 metrů, což je 7. nejvyšší hodnota mezi tatranskými dvoutisícovkami.

## Poloha
Nachází se necelé 2 km severovýchodně od Gerlachovského štítu, na hřebeni mezi Východnou Vysokou a Slavkovským štítem, ze kterého od Bradavice vybíhá na jih rozsocha Velických Granátů. Díky tomu se Bradavica klene nad 3 dolinami – Slavkovskou, Velickou a Velkou Studenou. Má čtyři vrcholy, nejvyšší je severovýchodní.

## Přístup
Prvovýstup provedli 14. srpna 1892 Kazimierz Tetmajer, Tadeusz Boy-Żeleński, Klimek Bachleda, Jan Bachleda-Tajber.
Na Bradavicu nevedou žádné značené turistické cesty, a je proto přístupná jen s horolezeckým průkazem nebo v doprovodu horského vůdce.